# Casa Gil (Horta de Sant Joan)
La Casa Gil és una obra d'Horta de Sant Joan (Terra Alta) inclosa a l'Inventari del Patrimoni Arquitectònic de Catalunya.

## Descripció
Construcció amb accessos i façanes pel carrer de Santa Anna i començament del carrer Picasso. Consistien varies plantes altes i planta baixa, semisoterrani, pel carrer Santa Anna i primera pel carrer Picasso. Parcel·la de forma bastant regular, amb façanes per ambdós carrers, però xamfrà ocupar per una altra edificació. El conjunt amb trets popular, en bons estat de conservació i hàbitat en l'actualitat. A la llinda d'una de les portes d'accés s'observa la inscripció 1784.